# Foxford
Foxford (Béal Easa in gaelico) è una località irlandese del Mayo.

## Posizione
Posta nella parte centro-orientale della propria contea, appena 16 km a sud di Ballina, è attraversata dal fiume Moy, famoso in tutta Europa per la considerevole quantità di salmoni che risale le sue acque. Foxford è circondata dalle due catene montuose principali del Mayo, i monti Nephin e i monti Ox e a pochi chilometri dai Lough Conn e Cullin. Questa configurazione geografica rende possibile l'esistenza della Foxford Way, un sentiero turistico di circa 86 km che percorre gli Ox e si inoltra in siti archeologici, brughiere e piccoli ruscelli.

## Infrastrutture e trasporti
Foxford è attraversata dalla strada N26 (Swinford-Ballina), una ramificazione della N5 che collega Dublino a Westport. È inoltre raggiunta dalla linea ferroviaria che collega Ballina a Dublino, più precisamente dalla ramificazione a Manulla Junction della tratta ferroviaria Dublino-Westport.

## Attrazioni e aneddoti
Di discreto interesse turistico il Foxford Woollen Mills inoltre, probabilmente l'attrazione per cui è più conosciuta Foxford.
La città ha dato i natali a William Brown, fondatore dell'Armada de la República Argentina, commemorato con un busto sia a Foxford che a Buenos Aires, e a F.R. Higgins, poeta e direttore teatrale.
Tra Straide e Foxford, inoltre, c'è anche una commemorazione di Michael Devitt, agitatore popolare e fondatore della Land League, nato nei pressi dei due paesi.
Secondo la tradizione è nel villaggio che sarebbe nata la celebre maledizione (the curse) che dal 1951 colpisce la squadra di calcio gaelico della contea. Appena tornati vittoriosi da Dublino, i giocatori non avrebbero portato rispetto ad un funerale che si stava tenendo nell'abitato, scatenando l'ira del prete locale che li avrebbe maledetti, augurando alla contea di non vincere più alcun trofeo All-Ireland fintanto che fosse rimasto in vita anche uno solo di loro. Di fatto Mayo GAA non ha mai più portato a casa una Sam Maguire Cup, perdendo un record incredibile di finali. Il fatto è stato comunque smentito, non essendovi stato alcun funerale a Foxford il giorno in cui la squadra tornò nel 1951 a casa.

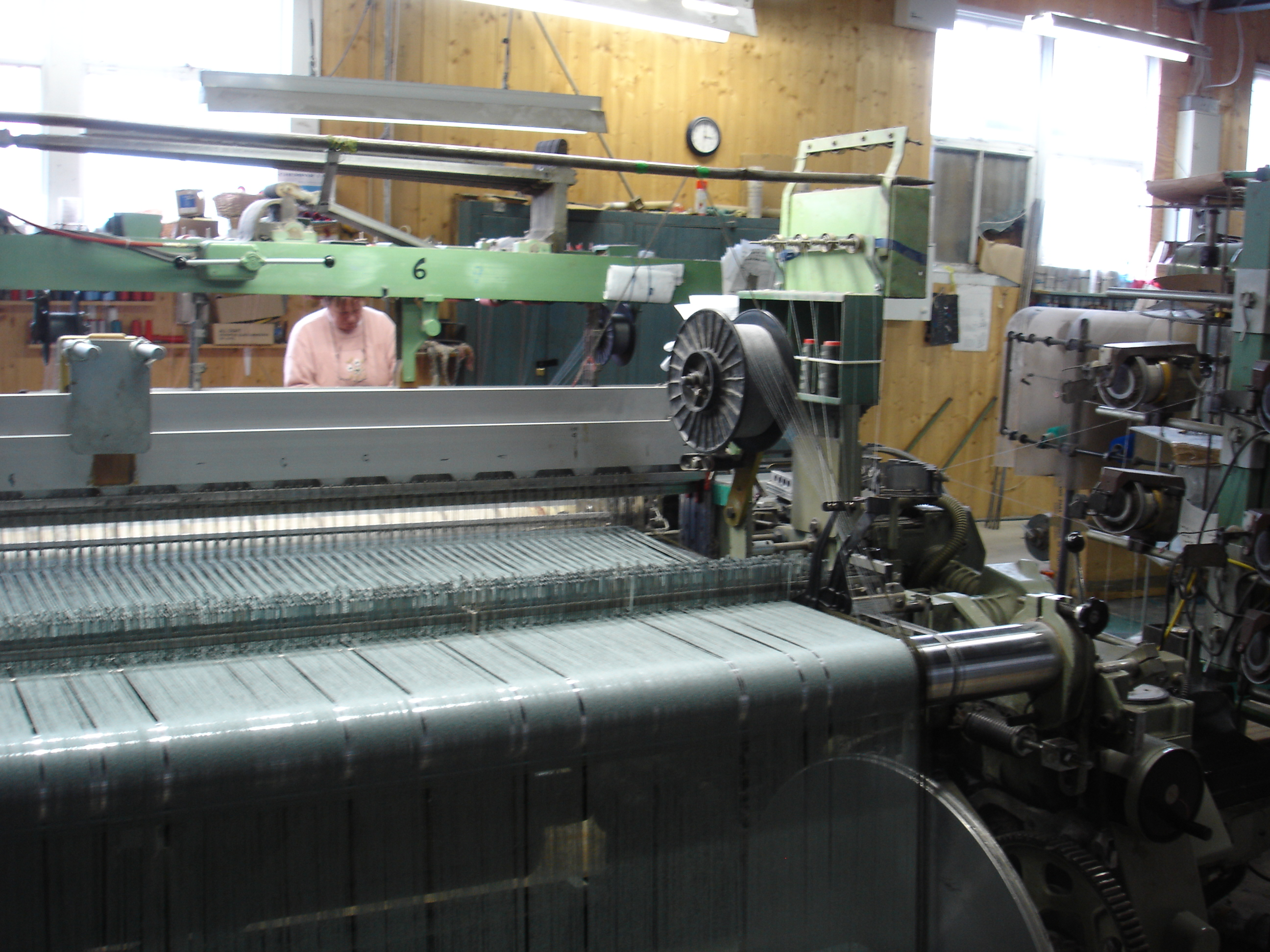
Foxford Wollen Mill
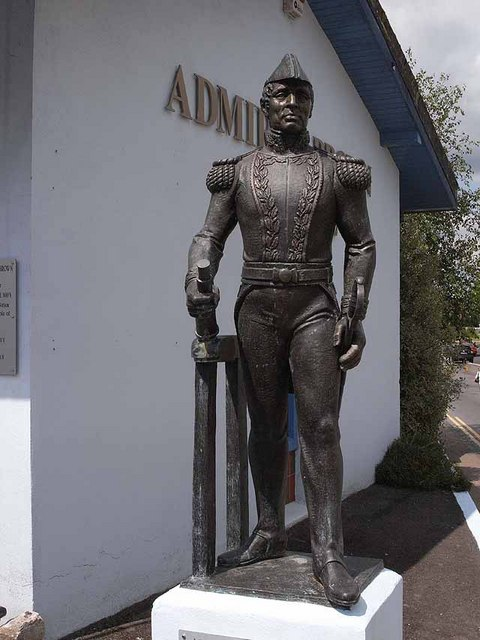
Statua dell'Ammiraglio Brown
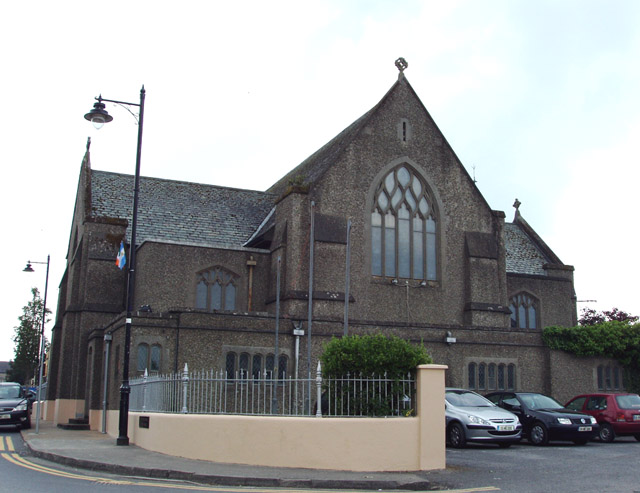
Foxford Convent Chapel